# Dina Amer
Dina Amer est une réalisatrice, scénariste, productrice et journaliste égypto-américaine,,.

## Biographie
Dina Amer est née et a grandi aux États-Unis.
Son travail a été publié par le New York Times, CNN et VICE. En 2011, elle a reçu le Kahlil Gibran Spirit of Humanity Award de l'Arab American Institute Foundation (AAIF) pour son reportage sur le printemps arabe en Égypte. En 2016, elle a rendu compte du trafic d'êtres humains de réfugiés de la guerre civile syrienne et de l'économie souterraine de la barrière illégale Égypte-Gaza pour l'émission Vice News Black Market: Dispatches.
Le premier long métrage d'Amer, You Resemble Me, a été présenté en première au 78e Festival international du film de Venise,. Pour son scénario Caïn et Abel, qu'elle a co-écrit avec Omar Mullick, elle a été invitée au Sundance Screenwriters' Lab en janvier 2022.

## Filmographie
| Année | Titre            | Contribution                                     | Note         |
| ----- | ---------------- | ------------------------------------------------ | ------------ |
| 2013  | La place         | Actrice                                          | Documentaire |
| 2021  | Tu me ressembles | Réalisatrice, scénariste, productrice et actrice | Long métrage |

## Récompenses et nominations
| Année | Résultat | Décerner                                          | Catégorie                   | Travail          | Réf.   |
| ----- | -------- | ------------------------------------------------- | --------------------------- | ---------------- | ------ |
| 2021  | Nommé    | Festival international du film de São Paulo       | Meilleur film               | Tu me ressembles | [ 12 ] |
| 2021  | Nommé    | Festival du film de Venise                        | Giornate degli Autori       | Tu me ressembles | [ 13 ] |
| 2021  | Gagné    | Festival international du film de la Mer Rouge    | Prix du public              | Tu me ressembles | [ 14 ] |
| 2022  | Gagné    | Fédération internationale des critiques de cinéma | Meilleur film international | Tu me ressembles | [ 15 ] |